# Jacques Hersant
Pour les articles homonymes, voir Hersant (homonymie).
Jacques Hersant, né le 12 août 1942 à Rouen et décédé le 23 décembre 1992, est un homme politique français. Il est le fils de Robert Hersant.

## Biographie
Aux élections législatives de 1986 il est candidat du Rassemblement pour la République en troisième position sur la liste d’union pour le renouveau du Pas-de-Calais conduite par Jean-Paul Delevoye. Aux élections législatives de 1988, il est candidat dans la 3e circonscription du Pas-de-Calais. Sa suppléante est Brigitte de Prémont.
Alors qu'il est prédestiné pour être le successeur de son père dans la gestion de son empire médiatique, il meurt brutalement d'une crise cardiaque dans la nuit du 22 au 23 décembre 1992.